# Woody's Roundup
Woody's Roundup (Mandarijn: 胡迪牛仔嘉年华) is een attractie in het Chinese attractiepark Shanghai Disneyland, die werd geopend op 26 april 2018. Het is een Demolition Derby in het thema van de films van Toy Story.

## Beschrijving
Woody's Roundup is een variant op eerdere Demolition Derby-varianten in Disneyparken, waarbij het wagentje van de bezoekers lijkt te worden voortgetrokken door een tekenfilmfiguur (zoals door Mater bij Mater's Junkyard Jamboree in Disney California Adventure Park). Woody's Rondup is vormgegeven als een Western-speelset van Andy met een stadje en een stal waarbij de karretjes lijken te worden voortgetrokken door enkele speelgoedpaardjes uit de Toy Story-films. De wachtrij loopt langs een huifkar en een opgedroogde rivier enkele speelgoedhuisjes binnen in Toy-Story-Western-stijl. De attractie bestaat uit twee platformen met elk 11 karretjes. De attractie wordt begeleid door enkele liedjes uit de Toy Story-films, zoals You've Got a Fried in Me.